# Searrach Uisge
Searrach Uisge is de naam van een 'monster' uit de Schotse mythologie dat zou leven in het Schotse Loch Suainbhal. Het bestaan van dit wezen is evenals dat van landgenoten Nessie en Morag nooit aangetoond.
Searrach Uisge zou de vorm hebben van een gekapseisde boot en tien tot dertien meter lang zijn. De eerste getuigenissen die verklaren het wezen gezien te hebben, dateren uit de vroege tweede helft van de 19e eeuw. Volgens de overlevering offerde vroeger de lokale bevolking eens per jaar lammeren aan Searrach Uisge.